# Lichmera argentauris
El mielero cariplateado (Lichmera argentauris)  es una especie de ave paseriforme de la familia Meliphagidae.

## Localización
Es una especie de ave que se localiza en las islas Molucas (Indonesia).